# Honduras en la clasificación de Concacaf para la Copa Mundial de Fútbol de 1970
La selección de fútbol de Honduras fue uno de los doce equipos nacionales que participaron en la Clasificación de Concacaf para la Copa Mundial de Fútbol, en la cual definieron representantes para la Copa Mundial de Fútbol de 1970 que se desarrollaría en México.
Honduras empezó en el grupo 3 junto a las selecciones de Costa Rica y Jamaica. Su primer partido fue el 1 de diciembre de 1968, donde derrotó a Jamaica por 3-1, y cuatro dias después le volvió a vencer por 2-0.
El 22 y 28 del mismo mes, Honduras derrotó 1-0 y empató 1-1 contra Costa Rica, logrando así el primer lugar del grupo y accediendo a la segunda ronda. En esta ronda, enfrentó en el grupo 2 a El Salvador.
El 8 de junio de 1969, fue el primer juego y Honduras venció por 1-0, una semana más tarde, El Salvador ahora fue el que derrotó a Honduras pero por 3-0 y como ambas selecciones ganaron un partido, se tuvo que jugar un tercer encuentro en Ciudad de México, saliendo victorioso El Salvador por un 3-2 en la prórroga. Esta serie de partidos se le dominó la Guerra del Fútbol.

## Sede
| Tegucigalpa                     |
| ------------------------------- |
| Estadio Nacional de Tegucigalpa |
| Capacidad: 50 000 espectadores  |
|                                 |

## Jugadores
| #    | Posición       | Nombre                 | Club               |
| ---- | -------------- | ---------------------- | ------------------ |
| 1    | Portero        | Jaime Varela           |                    |
| 2    | Defensa        | Jorge Deras            |                    |
| 3    | Defensa        | Miguel Ángel Matamoros | Olimpia            |
| 4    | Defensa        | Rafael Dick            | Olimpia            |
| 5    | Defensa        | Fernando Bulnes        | Olimpia            |
| 6    | Defensa        | Roosevelt Garbutt      | Platense           |
| 7    | Centrocampista | Marco Antonio Mendoza  | Olimpia            |
| 8    | Centrocampista | Lenard Welsh           | Motagua            |
| 9    | Centrocampista | Tomas Marshall         |                    |
| 10   | Centrocampista | Donaldo Rosales        | Olimpia            |
| 11   | Centrocampista | Reynaldo Mejía         | Victoria           |
| 12   | Centrocampista | Mauro Caballero        |                    |
| 13   | Delantero      | José Cardona           | Atlético de Madrid |
| 14   | Delantero      | Jorge Bran             | Atlético Indio     |
| 15   | Delantero      | Rigoberto Gómez        | Olimpia            |
| 16   | Delantero      | Jorge Urquía           | Olimpia            |
| 17   | Delantero      | Domingo Ferrera        | Olimpia            |
| 18   | Delantero      | Juan Lagos             |                    |
| 19   | Delantero      | Carlos Alvarado        |                    |
| 20   | Delantero      | Juan Manuel Coello     |                    |
| Ent. | Carlos Padilla | Carlos Padilla         | Carlos Padilla     |

## Resultados

### Primera ronda

#### Grupo 3
| Equipo     | Pts. | PJ | PG | PE | PP | GF | GC | Dif |
| ---------- | ---- | -- | -- | -- | -- | -- | -- | --- |
| Honduras   | 7    | 4  | 3  | 1  | 0  | 7  | 2  | 5   |
| Costa Rica | 5    | 4  | 2  | 1  | 1  | 7  | 3  | 4   |
| Jamaica    | 0    | 4  | 0  | 0  | 4  | 2  | 11 | -9  |

| 5 de diciembre de 1968 | Honduras                            | 3:1 (2:0) | Jamaica   | Estadio Nacional, Tegucigalpa                         |                                                       |
|                        | Urquía 18' · Rosales 41' · Dick 56' |           | Welsh 89' | Asistencia: 7.441 espectadores Árbitro(s): Larry King | Asistencia: 7.441 espectadores Árbitro(s): Larry King |

| 8 de diciembre de 1968 | Jamaica | 0:2 (0:1) | Honduras                | Estadio Nacional, Tegucigalpa                        |                                                      |
|                        |         |           | Mendoza 42' · Mejía 73' | Asistencia: 3.577 espectadores Árbitro(s): Frank Lee | Asistencia: 3.577 espectadores Árbitro(s): Frank Lee |

| 22 de diciembre de 1968 | Honduras  | 1:0 (1:0) | Costa Rica | Estadio Nacional, Tegucigalpa                             |                                                           |
|                         | Gómez 32' |           |            | Asistencia: 8.724 espectadores Árbitro(s): Michael Wuertz | Asistencia: 8.724 espectadores Árbitro(s): Michael Wuertz |

| 28 de diciembre de 1968 | Costa Rica    | 1:1 (1:1) | Honduras           | Estadio Nacional, San José                                     |                                                                |
|                         | Chavarría 40' |           | Rosales 25' (pen.) | Asistencia: 21.636 espectadores Árbitro(s): George Cumberbatch | Asistencia: 21.636 espectadores Árbitro(s): George Cumberbatch |

### Segunda ronda

#### Grupo 2
| Equipo      | Pts. | PJ | PG | PE | PP | GF | GC | Dif |
| ----------- | ---- | -- | -- | -- | -- | -- | -- | --- |
| El Salvador | 2    | 2  | 1  | 0  | 1  | 3  | 1  | 2   |
| Honduras    | 2    | 2  | 1  | 0  | 1  | 1  | 3  | -2  |

| 8 de junio de 1969 | Honduras  | 1:0 (0:0) | El Salvador | Estadio Nacional, Tegucigalpa                               |                                                             |
|                    | Welsh 89' |           |             | Asistencia: 17.827 espectadores Árbitro(s): Arturo Yamasaki | Asistencia: 17.827 espectadores Árbitro(s): Arturo Yamasaki |

| 15 de junio de 1969 | El Salvador                            | 3:0 (3:0) | Honduras | Estadio Flor Blanca, San Salvador                              |                                                                |
|                     | Martínez 27' (pen.), 41' · Acevedo 30' |           |          | Asistencia: 36.470 espectadores Árbitro(s): Walter van Rosberg | Asistencia: 36.470 espectadores Árbitro(s): Walter van Rosberg |

Desempate
| 27 de junio de 1969 | El Salvador                          | 3:2 (2:1; 2:2) | Honduras                | Estadio Azteca, Ciudad de México                                  |                                                                   |
|                     | Martínez 10', 29' · Quintanilla 101' |                | Cardona 19' · Gómez 50' | Asistencia: 15.326 espectadores Árbitro(s): Abel Aguilar Elizalde | Asistencia: 15.326 espectadores Árbitro(s): Abel Aguilar Elizalde |

## Estadísticas

### Clasificación general
| Pos. | Selección             | Pts. | PJ | PG | PE | PP | GF | GC | Dif | Rend. |
| ---- | --------------------- | ---- | -- | -- | -- | -- | -- | -- | --- | ----- |
| 1    | El Salvador           | 14   | 10 | 7  | 0  | 3  | 19 | 12 | 7   | 70%   |
| 2    | Haití                 | 11   | 9  | 5  | 1  | 3  | 16 | 8  | 8   | 61.1% |
| 3    | Honduras              | 9    | 7  | 4  | 1  | 2  | 10 | 8  | 2   | 64.3% |
| 4    | Estados Unidos        | 6    | 6  | 3  | 0  | 3  | 11 | 9  | 2   | 50%   |
| 5    | Canadá                | 5    | 4  | 2  | 1  | 1  | 8  | 3  | 5   | 62.5% |
| 6    | Costa Rica            | 5    | 4  | 2  | 1  | 1  | 7  | 3  | 4   | 62.5% |
| 7    | Guatemala             | 4    | 4  | 1  | 2  | 1  | 5  | 3  | 2   | 50%   |
| 8    | Guayana Neerlandesa   | 4    | 4  | 2  | 0  | 2  | 10 | 9  | 1   | 50%   |
| 9    | Trinidad y Tobago     | 3    | 4  | 1  | 1  | 2  | 4  | 10 | -6  | 37.5% |
| 10   | Antillas Neerlandesas | 2    | 4  | 1  | 0  | 3  | 3  | 9  | -6  | 25%   |
| 11   | Bermudas              | 1    | 4  | 0  | 1  | 3  | 2  | 12 | -10 | 12.5% |
| 12   | Jamaica               | 0    | 4  | 0  | 0  | 4  | 2  | 11 | -9  | 0%    |

### Goleadores
| Jugador               |   | PJ |
| --------------------- | - | -- |
| Donaldo Rosales       | 2 | 6  |
| Rigoberto Gómez       | 2 | 7  |
| José Cardona          | 1 | 3  |
| Reynaldo Mejía        | 1 | 4  |
| Jorge Urquía          | 1 | 5  |
| Lenard Welsh          | 1 | 7  |
| Marco Antonio Mendoza | 1 | 7  |
| Rafael Dick           | 1 | 7  |